# Kislingbury
Kislingbury est une paroisse civile et un village du Northamptonshire, en Angleterre.